# Страх сцены
Пейрафо́бия, страх сцены (страх публичных выступлений, страх аудитории) — патологическая боязнь выступать на публике. Является одним из распространённых социальных страхов. Симптомами страха сцены являются сильное сердцебиение, потливость, дрожание голоса, тремор губ и конечностей, зажатость голосовых связок, подташнивание и др.

## Психологическая готовность
Психологическая готовность — это один из важнейших факторов психологического развития, заключается в формировании у человека готовности провести публичное выступление. На психологическую готовность к выступлению на сцене влияют личностные характеристики индивида, такие как: оптимизм, темперамент, уровень интеллектуального развития, озабоченность (результатами), добросовестность (в подготовке), застенчивость, невозмутимость, прямолинейность, зависимость от группы (соглашательство) и другие.
Часто причинами неуверенности в себе актёра, музыканта, артиста может быть элементарная неподготовленность, незнакомый текст, музыкальный фрагмент, несоответствие роли. Так например, пианист Евгений Кисин, которого называли гением, занимался по 5–6 часов в день. Лёгкость и возможность импровизации возникает только при оттачивании техники в каждодневной работе артиста (актёра, музыканта, балерины).
Неудачный спектакль не смогла вытянуть даже Фаина Раневская, которая сыграла в постановке, по словам критиков «бесталанной и тусклой в режиссёрском плане», но успех Раневской объяснялся неизменной любовью публики, она собирала аншлаги, и была для антрепренёров «лакомым кусочком». По поводу этой постановки Фаина сказала: «А творческой работы в этом страшном „торговом доме“ не могут мне дать». Актриса так объяснила своё «раскисшее и подавленное» состояние в письме любимому учителю Павле Леонтьевне Вульф: «Я не выходила на сцену 8 месяцев, и вот, когда я вылезла с сырой, не сделанной ролью, да к тому же ещё ролью, которая чужда и противна, я растерялась, испугалась, вся тряслась, забыла, путала текст и в итоге испытала что-то вроде нервного шока, потрясения».
Для артиста, который большую часть своей творческой жизни выступал на сцене театра, с ощущением присутствия дыхания зала, затемнённого, далёкого, иногда отделённого оркестровой ямой, большой трудностью становятся выступления в условиях камерного театра перед небольшой аудиторией, иногда слишком близкой и жующей публикой, в кафе-театре например. Артист входит в дискомфортное состояние «зажима», в котором его талант и обаяние прячется очень глубоко внутрь. Творческий процесс воплощения, описанный К. С. Станиславским в труде «Искусство представления», неразрывно связан с подлинным переживанием и совершается естественным путём, на основании законов самой природы, по неразрывной связи души с телом. По школе системы Станиславского, в условиях интимного театра мастерство актёра выражается в работе над ролью внутри себя, наедине с собой, или на интимных репетициях. Роль переживается артистом однажды, чтобы подметить внешнюю телесную форму естественного воплощения чувства. Благодаря мышечной памяти становятся видимыми внешние результаты этого чувства, физическое воплощение формы душевного переживания. Это должен почувствовать смотрящий на него зритель.
Свои исследования психологической готовности профессора В. Т. Мышкина и Ф. Б. Бассина начинали с определения творческой поисковой активности — системной деятельности, состоящей из творческого отклика, как ассоциативно-проективной активности личности. По мнению преподавателей, готовность — это устойчивая возможность всестороннего управления психическими состояниями, а также подлинная художественная одарённость. Благодаря активности профессионального восприятия, развивается сенситивность — профессиональная специфическая чувствительность высшего порядка. Такая же точка зрения выражена в трудах С. Л. Рубинштейна и Б. Г. Ананьева. Высокая сенситивность является как необходимой предпосылкой успешного творчества, но также и предпосылкой к внутренним конфликтам, которые разрешаются лишь в случае действия механизмов психологической защиты, для устранения невротической тревоги. В своих исследованиях Б. Г. Ананьев отмечал разнообразие чувственных ассоциаций. Одни артисты «видят» музыку, другие воспринимая музыку эмоционально, не испытывают никаких зрительных ассоциаций. По теории Ананьева, «музыкальные люди переживают движение в музыке, её ритм, тональность, обнаружив механизм музыкального слуха в связи с деятельностью правого полушария». Им так же обсуждались интересные темы по психологии искусств: проблема взаимосвязи речи и музыки и явление интериоризации — отражающего превращения внешнего во внутреннее, объективного в субъективное, социального в индивидуальное. 
Индивидуальность — это синтез всех свойств человека, успех выявления которых возможен, если существует понимание и доверие между учеником и педагогом, корректирующим исполнительские искания, так как творческая личность переменна, а поиск несёт значительную долю риска в обширном диапазоне проб и ошибок. Таким образом, человек, рождённый артистом, и любящий сцену, может испытывать страх, в случае ощущения неподготовленности, недоработки или испытанного ранее шока перед враждебно настроенной аудиторией, комиссией. Но, если человек выходит на сцену, это означает, что она магнетически его притягивает, и фобии никакой нет.